# Nhóm con chuẩn tắc
Trong đại số, nhóm con chuẩn tắc (hay còn gọi là nhóm con bất biến hoặc nhóm con tự liên hợp) là nhóm con bất biến dưới mọi tác động liên hợp. Nói cách khác, nhóm con H của nhóm G được gọi là chuẩn tắc trong G nếu và chỉ nếu gH = Hg với mọi g thuộc G; tức là tập các lớp kề trái và các lớp kề phải trùng nhau. Ta có thể xây dựng nhóm thương từ một nhóm con chuẩn tắc cho trước. Một nhóm G, không tầm thường, không có nhóm con chuẩn tắc nào ngoài nhóm con tầm thường và chính nó, được gọi là một nhóm đơn.
Évariste Galois là người đầu tiên nhận ra tầm quan trọng của sự tồn tại của nhóm con chuẩn tắc.

## Định nghĩa
Nhóm con {\displaystyle N} của nhóm {\displaystyle G} được gọi là nhóm con chuẩn tắc của {\displaystyle G} nếu nó không đổi dưới phép liên hợp; tức là liên hợp của một phần tử thuộc {\displaystyle N} bởi một phần tử của {\displaystyle G} luôn nằm trong {\displaystyle N.}  Ký hiệu thường dùng cho quan hệ này là {\displaystyle N\triangleleft G.}

### Các điều kiện tương đương
Cho bất kỳ nhóm con {\displaystyle N} của {\displaystyle G,} các điều kiện sau đều tương đương với việc {\displaystyle N} là nhóm con chuẩn tắc của {\displaystyle G.} Do đó có thể dùng tuỳ ý một trong số chúng để làm định nghĩa
- Ảnh của phép liên hợp của {\displaystyle N} bằng bất kỳ phần tử của {\displaystyle G} là tập con của {\displaystyle N.}[9]
- Ảnh của phép liên hợp của {\displaystyle N} bằng bất kỳ phần tử của {\displaystyle G} bằng với {\displaystyle N.}[9]
- Với mọi {\displaystyle g\in G,} lớp kề trái {\displaystyle gN} và lớp kề phải {\displaystyle Ng} luôn bằng nhau.[9]
- Tập hợp của lớp kề trái và tập của lớp kề phải {\displaystyle N} trong {\displaystyle G} bằng nhau.[9]
- Tích của lớp kề trái của {\displaystyle N} tương ứng với {\displaystyle g} và một phần tử của lớp kề trái của {\displaystyle N} tương ứng với {\displaystyle h} là một phần tử của lớp kề trái của {\displaystyle N} tương ứng với {\displaystyle gh}: với mọi {\displaystyle x,y,g,h\in G,} nếu {\displaystyle x\in gN}and {\displaystyle y\in hN} thì {\displaystyle xy\in (gh)N.}
- {\displaystyle N} là hợp của các lớp liên hợp của {\displaystyle G.}[10]
- {\displaystyle N} được bảo toàn bởi các phép tự đẳng cấu trong của {\displaystyle G.}[11]
- Có một số đồng cấu từ {\displaystyle G\to H} có nhân là {\displaystyle N.}[10]
- Có một số quan hệ tương đẳng trên {\displaystyle G} mà lớp tương đương của phần tử đơn vị là {\displaystyle N}.
- Với mọi {\displaystyle n\in N} và {\displaystyle g\in G,} giao hoán tử {\displaystyle [n,g]=n^{-1}g^{-1}ng} luôn nằm trong {\displaystyle N.}[cần dẫn nguồn]

## Các ví dụ
Cho bất kỳ nhóm {\displaystyle G,} nhóm tầm thường {\displaystyle \{e\}} chỉ bao gồm phần tử đơn vị của {\displaystyle G} luôn là nhóm con chuẩn tắc của {\displaystyle G.}  Tương tư, {\displaystyle G} chính nó cũng luôn là nhóm con chuẩn tắc của {\displaystyle G.} (Nếu đây là hai nhóm con chuẩn tắc thì {\displaystyle G} được gọi là nhóm đơn.)  Các tên khác cho nhóm con chuẩn tắc bao gồm tâm của nhóm (tập các phần tử giao hoán với các phần tử còn lại) và nhóm con giao hoán tử {\displaystyle [G,G].}  Tổng quát hơn, bởi phép liên hợp là đẳng cấu nên bất kỳ nhóm con đặc trưng cũng là nhóm con chuẩn tắc.
Nếu {\displaystyle G} là nhóm giao hoán thì mọi nhóm con {\displaystyle N} của {\displaystyle G} là nhóm con chuẩn tắc, bởi vì {\displaystyle gN=\{gn\}_{n\in N}=\{ng\}_{n\in N}=Ng.} Nhóm không giao hoán nhưng mọi nhóm con của nó đều chuẩn tắc được gọi là nhóm Hamilton.
Một ví dụ cụ thể là với mỗi số nguyên {\displaystyle n} cho trước, nhóm các số nguyên {\displaystyle \mathbb {Z} } có các nhóm con chuẩn tắc {\displaystyle n\mathbb {Z} } bao gồm các bội số của {\displaystyle n}. Nhóm thương {\displaystyle \mathbb {Z} /n\mathbb {Z} } là nhóm các lớp đồng dư theo mô-đun {\displaystyle n}.
Một ví dụ cụ thể khác là nhóm con chuẩn tắc {\displaystyle N=\{(1),(123),(132)\}} của nhóm đối xứng {\displaystyle S_{3},} bao gồm phần tử và hai xích độ dài ba quy nhất.  Cụ thể hơn, ta có thể kiểm tra rằng mọi lớp kề của {\displaystyle N} hoặc bằng với chính {\displaystyle N} hoặc bằng với {\displaystyle (12)N=\{(12),(23),(13)\}.}  Mặt khác, nhóm {\displaystyle H=\{(1),(12)\}} không chuẩn tắc trong {\displaystyle S_{3}} bởi {\displaystyle (123)H=\{(123),(13)\}\neq \{(123),(23)\}=H(123).} Ví dụ này minh hoạ việc bất kỳ nhóm con {\displaystyle H\leq G} có chỉ số bằng hai thì là nhóm con chuẩn tắc.
Nhóm thay phiên {\displaystyle A_{5}} là một nhóm đơn, tức là nó chỉ có hai nhóm con chuẩn tắc: {\displaystyle \{e\}} và chính {\displaystyle A_{5}}. {\displaystyle A_{5}} là nhóm đơn không giao hoán có lực lượng nhỏ nhất. Các nhóm {\displaystyle \mathbb {Z} /p\mathbb {Z} } với {\displaystyle p} là một số nguyên tố đều là các nhóm đơn giao hoán. Chúng không có nhóm con chuẩn tắc nào ngoài hai nhóm con chuẩn tắc tầm thường.
Trong nhóm lập phương Rubik, các nhóm con chứa các phép biến đổi hướng của các khối ở góc hoặc ở cạnh thì chuẩn tắc.
Nhóm tịnh tiến là nhóm con chuẩn tắc của nhóm Euclid trong bất kỳ số chiều. Điều này có là thực hiện bất kỳ phép biến đổi hình học nào, rồi tịnh tiến một đoạn rồi biến đổi hình học ngược lại sẽ không khác gì một bước tịnh tiến. Ngược lại, nhóm của các phép quay quanh gốc toạ độ không phải nhóm con chuẩn tắc của nhóm Euclid khi số chiều lớn hơn hoặc bằng hai (bởi tịnh tiến, rồi quay quanh gốc toạ độ, rồi tịnh tiến về sẽ không giữ cố định gốc toạ độ và do đó không cùng giá trị với một phép quay quanh gốc toạ độ.

## Các tính chất
- Nếu {\displaystyle H} là nhóm con chuẩn tắc của {\displaystyle G,} và {\displaystyle K} là nhóm con của {\displaystyle G} và chứa {\displaystyle H,} thì {\displaystyle H} cũng là nhóm con chuẩn tắc của {\displaystyle K.}[22]
- Nhóm con chuẩn tắc của một nhóm con chuẩn tắc của một nhóm không nhất thiết cũng phải chuẩn tắc trong nhóm đó. Tức là tính chuẩn tắc không cần phải là quan hệ bắc cầu. Nhóm nhỏ nhất có hiện tượng này là nhóm nhị diện cấp 8.[23] Song, nhóm con đặc trưng của nhóm con chuẩn tắc thì cũng chuẩn tắc.[24] Nhóm có tính chuẩn tắc tuân theo quan hệ bắc cầu được gọi là T-nhóm.[25]
- Hai nhóm {\displaystyle G} và {\displaystyle H} là nhóm con chuẩn tắc của tích trực tiếp của chúng {\displaystyle G\times H.}
- Nếu nhóm {\displaystyle G} là tích nửa trực tiếp {\displaystyle G=N\rtimes H,} thì {\displaystyle N} chuẩn tắc trong {\displaystyle G,} còn {\displaystyle H} thì không nhất thiết phải chuẩn tắc trong {\displaystyle G.}
- Nếu {\displaystyle M} và {\displaystyle N} là nhóm con chuẩn tắc của nhóm cộng {\displaystyle G} sao cho {\displaystyle G=M+N} và {\displaystyle M\cap N=\{0\}}, thì {\displaystyle G=M\oplus N.}[26]
- Tính chuẩn tắc được bảo toàn dưới các toàn ánh;[27] nghĩa là nếu ánh xạ {\displaystyle G\to H} là toàn cấu nhóm và {\displaystyle N} chuẩn tắc trong {\displaystyle G,} thì ảnh {\displaystyle f(N)} chuẩn tắc trong {\displaystyle H.}
- Tính chuẩn tắc được bảo toàn bằng cách lấy ảnh ngược;[27] nghĩa là, nếu ánh xạ {\displaystyle G\to H} là đồng cấu nhóm và {\displaystyle N} chuẩn tắc trong {\displaystyle H,} thì ảnh ngược {\displaystyle f^{-1}(N)} chuẩn tắc trong {\displaystyle G.}
- Tính chuẩn tắc được bảo toàn dưới tích trực tiếp;[28] nghĩa là nếu {\displaystyle N_{1}\triangleleft G_{1}} và {\displaystyle N_{2}\triangleleft G_{2},} thì {\displaystyle N_{1}\times N_{2}\;\triangleleft \;G_{1}\times G_{2}.}
- Mọi nhóm con của chỉ số bằng hai đều là nhóm con chuẩn tắc. Tổng quát hơn là, các nhóm con {\displaystyle H} có chỉ số hữu hạn {\displaystyle n} trong {\displaystyle G} và chứa nhóm con {\displaystyle K} chuẩn tắc trong {\displaystyle G} và có chỉ số là ước của {\displaystyle n!} được gọi là lõi chuẩn tắc . Cụ thể hơn, nếu {\displaystyle p} là ước nguyên tố nhỏ nhất của cấp của {\displaystyle G,} thì mọi nhóm con có chỉ số {\displaystyle p} đều chuẩn tắc.[29]
- Dựa trên việc nhóm con chuẩn tắc của {\displaystyle G} là nhân của đồng cấu nhóm được định nghĩa trên {\displaystyle G}, ta có thể phân loại bên trong các đồng cấu nhóm được định nghĩa trong đó. Lấy ví dụ chẳng hạn, nhóm hữu hạn không tầm thường là nhóm đơn khi và chỉ khi nó đẳng cấu với tất cả ảnh đồng cấu không tầm thường của nó,[30] nhóm hữu hạn được gọi là nhóm hoàn hảo khi và chỉ khi nó không có nhóm con chuẩn tắc có chỉ số là số nguyên tố, và không hoàn hảo khi và chỉ nhóm con dẫn xuất của nó không được phụ hợp bởi bất kỳ nhóm con chuẩn tắc thực sự nào

### Dàn của nhóm con chuẩn tắc
Cho hai nhóm con chuẩn tắc {\displaystyle N} và {\displaystyle M,} của {\displaystyle G,}  Khi đó giao {\displaystyle N\cap M} và tích {\displaystyle NM=\{nm:n\in N\;{\text{ và }}\;m\in M\}} đều là nhóm con chuẩn tắc của {\displaystyle G.}
Các nhóm con của {\displaystyle G} tạo thành một dàn dưới quan hệ chứa trong với phần tử nhỏ nhất, {\displaystyle \{e\},} và phần tử lớn nhất {\displaystyle G.} Gặp của hai nhóm con chuẩn tắc {\displaystyle N} và {\displaystyle M} trong dàn này là giao của chúng và nối của hai nhóm con này là tích của chúng.
Dàn này đầy đủ và modula.

## Nhóm con chuẩn tắc, nhóm thương và đồng cấu
Nếu {\displaystyle N} là nhóm con chuẩn tắc thì ta có thể định nghĩa phép toán trên các lớp kề như sau: 
{\displaystyle \left(a_{1}N\right)\left(a_{2}N\right):=\left(a_{1}a_{2}\right)N.}
Quan hệ này định nghĩa ánh xạ {\displaystyle G/N\times G/N\to G/N.} Để chứng minh ánh xạ này được xác định, ta cần chứng minh lựa chọn các phần tử đại diện {\displaystyle a_{1},a_{2}} không làm thay đổi kết quả. Để làm điều đó, xét các phần tử đại diện khác {\displaystyle a_{1}'\in a_{1}N,a_{2}'\in a_{2}N.} Khi đó tồn tại {\displaystyle n_{1},n_{2}\in N} sao cho {\displaystyle a_{1}'=a_{1}n_{1},a_{2}'=a_{2}n_{2}.} Từ đây {\displaystyle a_{1}'a_{2}'N=a_{1}n_{1}a_{2}n_{2}N=a_{1}a_{2}n_{1}'n_{2}N=a_{1}a_{2}N,}và ta cũng dùng thêm ý {\displaystyle N} là nhóm con chuẩn tắc, để do vậy tồn tại {\displaystyle n_{1}'\in N} sao cho {\displaystyle n_{1}a_{2}=a_{2}n_{1}'.} Điều này chứng minh phép toán được xác định.
Cùng với phép toán này, tập các lớp kề  là nhóm được gọi nhóm thương và được ký hiệu bằng {\displaystyle G/N.} Có đồng cấu tự nhiên, {\displaystyle f:G\to G/N,} cho bởi {\displaystyle f(a)=aN.} Đồng cấu này ánh xạ {\displaystyle N} sang phần tử đơn vị của {\displaystyle G/N,} là lớp kề {\displaystyle eN=N,} tức là, {\displaystyle \ker(f)=N.}
Trong tổng quát, đồng cấu nhóm {\displaystyle f:G\to H} gửi mỗi nhóm con của {\displaystyle G} thành nhóm con của {\displaystyle H.} Bên cạnh đó, tiền ảnh của bất kỳ nhóm con của {\displaystyle H} là nhóm con của {\displaystyle G.} Ta gọi tiền ảnh của nhóm tầm thường {\displaystyle \{e\}} trong {\displaystyle H} là hạt nhân (hay nhân) của đồng cấu nhóm và ký hiệu nó bởi {\displaystyle \ker f.} Hạt nhân luôn chuẩn tắc và ảnh của {\displaystyle G,f(G),} luôn đẳng cấu với {\displaystyle G/\ker f} (theo định lý đẳng cấu đầu tiên). Hơn nữa, tương xứng này còn là song ánh giữa tập của nhóm thương của {\displaystyle G,G/N,} và tập các ảnh đồng cấu {\displaystyle G} (xê xích đẳng cấu). Cũng dễ nhận thấy rằng hạt nhân của ánh xạ thương, {\displaystyle f:G\to G/N,} chính là {\displaystyle N}, và các nhóm con chuẩn tắc là hạt nhân của các ánh xạ có miền xác định {\displaystyle G.}

## Nhóm con chuẩn tắc và định lý Sylow
Định lý Sylow thứ hai phát biểu rằng: Nếu {\displaystyle P} và {\displaystyle K} là hai p-nhóm con Sylow của nhóm {\displaystyle G}, thì tồn tại {\displaystyle x\in G} sao cho {\displaystyle P=x^{-1}Kx.}
Đây là hệ quả trực :
Gọi {\displaystyle G} là nhóm hữu hạn và {\displaystyle K} là p-nhóm con Sylow với {\displaystyle p} là số nguyên tố. Khi đó {\displaystyle K} chuẩn tắc trong {\displaystyle G} khi và chỉ khi {\displaystyle K} là p-nhóm con Sylow duy nhất của {\displaystyle G}.